# Dupont e Dupond
Dupont e Dupond sono personaggi immaginari ne Le avventure di Tintin di Hergé. Sono due poliziotti che lavorano in coppia. Sono gemelli identici, distinguibili solo per la differente forma dei baffi, hanno anche lo stesso nome ad eccezione dell'ultima lettera.

## Biografia
Appaiono per la prima volta nell'album del 1934 in bianco e nero I Sigari del Faraone, in cui vengono rispettivamente chiamati con i nomi in codice X33 e X33-bis. Sono presenti, in forma anonima, nell'album a colori Tintin in Congo nel 1946, ma non furono inclusi nell'edizione originale in bianco e nero.
Appariranno nuovamente nella prima miniatura della prima pagina di Tintin in America, 1931-1932 a puntate e 1932 in albo.
I due sono fisicamente simili in tutti gli aspetti tranne uno: la forma dei baffi. Quelli di Dupond sono a forma di D inclinata, mentre quella di Dupont è a forma di T invertita. Inoltre sono gli unici personaggi ricorrenti, insieme con Tintin e Milù, che si danno del "tu".
Agenti della Sûreté (la Polizia Francese), i due Dupondt si fanno spesso notare a causa della loro goffaggine e della loro scarsa capacità di discrezione nel corso delle indagini. Scambiano frequentemente innocenti, compreso il protagonista, per colpevoli e, viceversa, si lasciano abbindolare dai veri criminali, facendo così il loro gioco e complicando le indagini. Sono soliti travestirsi con costumi folcloristici tipici del XVIII o del XIX secolo al fine di "mescolarsi tra la folla", ottenendo spesso però il risultato opposto.
Questa totale disorganizzazione si riflette anche nel loro linguaggio. Si vantano, a torto, del loro motto, zitto e mosca; si dilungano in continue ripetizioni e pleonasmi e altre frasi, che, con l'avanzare della serie, diventeranno un vero e proprio culto.
Hergé ha creato questi personaggi per mettere in luce la categoria di persone che si impone il dovere prima di tutto, arrivando a più riprese ad arrestare i propri amici, senza nessun scrupolo, anche se dichiarandosi dispiaciuti, e che trovano più importante la loro coscienza professionale della loro umanità. Oltre questo, la loro goffaggine e sbadataggine aggiunge comicità alle storie.
Spesso, quindi, la loro presenza è di ben poco aiuto al protagonista, che si ritrova a dover sia inseguire il cattivo di turno e, nel frattempo, stare dietro ai due imbranati agenti, che nel corso degli inseguimenti non fanno altro che mettersi sempre di più nei guai. Sono invisi in particolare al capitano Haddock, che a differenza di Tintin ha ben poca pazienza con loro e non esita a rimproverarli o persino ad inveirgli contro quando combinano guai o fanno perdere tempo a lui, Tintin o ad altri.

## In opere di altri autori
- Compaiono in un cameo nella storia a fumetti Asterix e i Belgi.
- Compaiono in un cameo nel romanzo Il Cimitero di Praga di Umberto Eco.
- Compaiono anche nella storia L'ombra che sfidò Sherlock Holmes,[2] spin-off di Martin Mystère.
- Nella storia di Zagor La fortezza di Smirnoff [3] compaiono due personaggi, un granduca e un visconte, e il primo ripete le stesse frasi del secondo aggiungendo l'intercalare "direi di più", esattamente come Dupont e Dupond.